# Margarita Núñez
Margarita Núñez (* 25. April 1993) ist eine peruanische Leichtathletin, die im Langstrecken- und Hindernislauf an den Start geht. 

## Sportliche Laufbahn
Erste Erfahrungen bei internationalen Meisterschaften sammelte Margarita Núñez im Jahr 2018, als sie bei den Ibero-Amerikanischen Meisterschaften in Trujillo in 10:13,31 min den sechsten Platz über 3000 m Hindernis belegte. Im Jahr darauf gelangte sie bei den Südamerikameisterschaften in Lima mit 10:33,89 min auf Rang zehn und wurde anschließend bei den Panamerikanischen Spielen ebendort mit 10:55,77 min Elfte. 2021 belegte sie bei den Südamerikameisterschaften in Guayaquil in 10:50,50 min den zehnten Platz und im Jahr darauf gelangte sie bei den Südamerikaspielen in Asunción mit 10:41,02 min auf Rang vier.
2019 wurde Núñez peruanische Meisterin über 3000 m Hindernis sowie 2020 im 10.000-Meter-Lauf.

## Persönliche Bestleistungen
- 5000 Meter: 16:18,23 min, 13. November 2021 in Lima
- 10.000 Meter: 35:55,35 min, 20. Dezember 2020 in Lima
- Halbmarathon: 1:13:41 h, 1. Mai 2022 in Lima
- 3000 m Hindernis: 10:12,7 min, 21. Juli 2018 in Lima